# Anthaxia ursulae
Anthaxia ursulae es una especie de escarabajo del género Anthaxia, familia Buprestidae. Fue descrita científicamente por Niehuis en 1989.

## Distribución
Habita en el Neártico, Neotrópico, región indomalaya, Paleártico y región afrotropical.